# Alphonse Vercelli
Alphonse Vercelli, parfois francisé en Alphonse de Verceil (italien: Alfonso Vercelli)  (mort à Avignon le 30 septembre 1573) est un ecclésiastique italien qui fut évêque de Lodève  de 1570 à 1573.

## Biographie
Alfonso fils de Guido Vercelli est docteur in utroque jure et prêtre du diocèse de Bologne lorsqu'il devient le premier aumonier de la reine Catherine de Médicis et est utilisé également comme ambassadeur. Il est pourvu en commende de l'abbaye Sainte-Marie de Souillac dans le diocèse de Cahors. La reine veut l'imposer comme évêque de Saluces, alors sous domination française mais le pape refuse de confirmer cette promotion. La reine le nomme alors évêque de Lodève le 10 février 1570. Il prend possession de son siège par procurateur car il est nommé immédiatement ambassadeur auprès de l'Empereur du Saint-Empire. Le 4 juillet 1573 les calvinistes s'emparent et mettent à sac sa cité épiscopale. Le palais épiscopal et les maisons canoniales sont pillées, les reliques de saint Fulcran de Lodève profanées. Alphonse Vercelli qui se trouve alors à Avignon dans le Comtat Venaissin est très choqué par les meurtres de prêtres et les viols perpétrés par les réformés. Il meurt dès le 30 septembre suivant à Avignon et il est inhumé dans l'église métropolitaine.